# العثور على أوهانا (فلم 2021)
العثور على أوهانا (بالإنجليزية: Finding 'Ohana) فيلم مغامرات عائلي أمريكي لعام 2021 من إخراج المخرجة التايوانية جود وينغ في أول ظهور لها في إخراج الأفلام الروائية الطويلة، وكتبته كريستينا سترين. الفيلم من تمثيل النجوم كيا بياو، واليكس ايونو، وليندسي واتسون، وأوين فاكارو. صدر الفيلم لأول مرة على نيتفليكس في 29 يناير 2021.

## طاقم التمثيل
- كيا بياو: في دور بيلي
- أليكس أيونو: في دور إيوان
- ليندسي واتسون: في دور هانا
- أوين فاكارو: في دور كاسبر
- كيلي هو: في دور ليلاني
- برانسكومب ريتشموند: في دور كيمو
- كي هاي كوان: في دور جورج فان
- براد كاليليموكو: في دور كوا كاوينا
- كريس بارنيل: في دور براون
- مارك إيفان جاكسون: في دور روبنسون
- ريكي جارسيا: في دور الرهبان
- ريان هيجا: في دور ريان
- مابوانا مكيا: في دور الممرضة تينا
- اكس مايو: في دور ميلودي
- كيندرا سانشيز: في دور يولي جرينبرج[2]

## أحداث الفيلم
تنطلق رحلة عائلية مكونة من بيلي (كيا بياهو) البالغة من العمر 12 عامًا مع والدتها ليلاني (كيلي هو) وشقيقها الأكبر إيوان (أليكس أيونو) بعد أن يصاب الجد، بابا (برانسكومب ريتشموند)، بنوبة قلبية. على الرغم من أن بيلي وإيوان وُلدا في هاواي، فقد عاشا في بروكلين معظم حياتهما. تعاني ليلاني من القلق على والدها، ولكن هناك بعض التوتر الذي لم يحل معه منذ أن غادرت الجزيرة قبل سنوات، بعد وفاة زوجها.
تصاب بيلي بخيبة أمل بسبب الرحلة، لأنها أبعدتها عن معسكر غيوكاشينغ، لكنها تكتشف بعد ذلك مجلة قديمة تحتوي على تفاصيل كنز مخفي. تبدأ بيلي وإيوان البحث عن الثروة المفقودة، جنبًا إلى جنب مع كاسبر المحب للحيوانات (أوين فاكارو) والمراهق المسؤول هانا (ليندساي واتسون)، على أمل أن تنقذ أرض أجدادهم من حبس الرهن.
تجد العائلة الكهف المخفي في المجلة، بعد رحلتهم الطويلة المليئة بالعقبات الطبيعية والفخاخ المتفجرة والعناكب المخيفة والهياكل العظمية المخيفة، وبينما يغامر بيلي وإيوان وهانا وكاسبر عبر الكهف، ولكنهم يربطون ويتجادلون ويجمعون في النهاية القصة الكاملة وراء الكنز المخفي.

## الإنتاج
أعلنت شركة نيتفليكس في سبتمبر 2019، عن حصولها على حقوق فيلم "العثور على أوهانا"، من الإخراج الأول للمخرجة جود وينغ.
تم التصوير في بروكلين، وهاواي، وتايلاند، وجمهورية الدومينيكان.

## استقبال الفيلم
منح موقع الطماطم الفاسدة الفيلم تقييم مقداره 82% بناء على آراء 17 ناقد سينمائي.
منح موقع ميتاكريتيك الفيلم تقييم مقداره 69% بناء على آراء 7 نقاد سينمائيين.

## وصلات خارجية
https://www.imdb.com/title/tt10332588/ العثور على أوهانا (فيلم 2021)
https://www.rottentomatoes.com/m/finding_ohana العثور على أوهانا (فيلم 2021)
https://www.metacritic.com/movie/finding-ohana العثور على أوهانا (فيلم 2021)
https://www.netflix.com/sa-en/title/81023618 العثور على أوهانا (فيلم 2021)